# Logia del Capitán

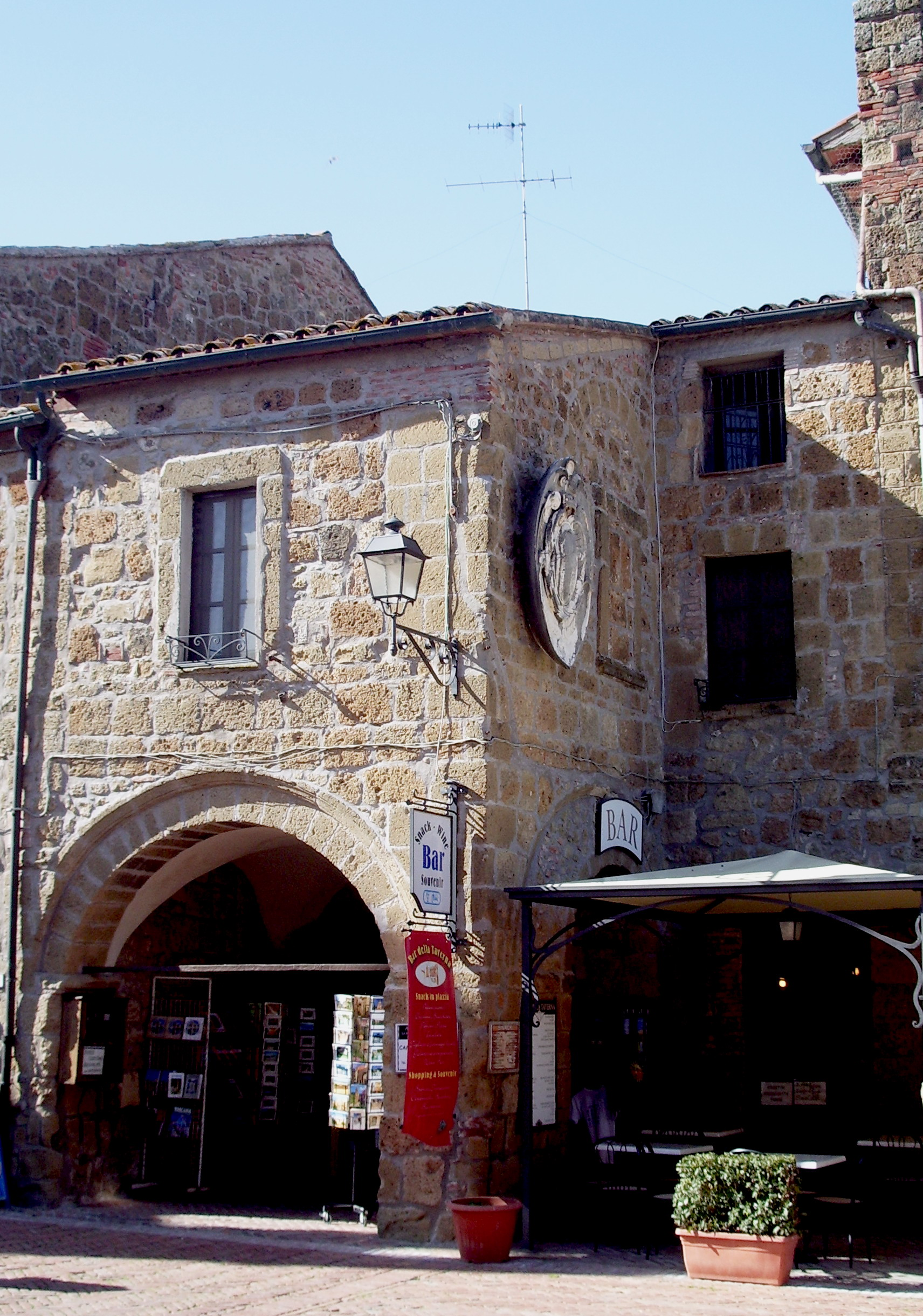
Logia del Capitán

La Logia del Capitán, también llamada Loggetta del Capitano, es una logia histórica ubicada en el centro de Sovana. Se encuentra en el lado norte de la Plaza del Pretorio, casi adosada al lado oeste del Palacio Pretorio, ya que ambos están separados solo por un pequeño edificio, aunque históricamente pueden considerarse un solo edificio desde el punto de vista funcional.
Esta estructura se construyó en época medieval y fue completamente restaurada durante el siglo XV. junto con el Palacio Pretorio adyacente.
La Logia del Capitán se abre en L a la planta baja del edificio en dos niveles, que van desde la esquina izquierda de la fachada del Palazzo Pretorio.
La logia tiene dos entradas arqueadas, desde las cuales se accede al pórtico, dispuesto también en forma de L. En el lado sur largo, el arco y la entrada correspondiente son más anchos que el arco y el pasaje subyacente que se abre en el lado corto, es perpendicular a la fachada del Palacio Pretorio. En el lado corto del piso superior hay un gran escudo de armas de los Medici, que fue añadido en 1570 por Cosme I de Medici.
La estructura de mampostería está cubierta en su parte exterior por bloques de toba; en la planta superior del edificio, hay una ventana cuadrangular en el lado sur largo, mientras que en el lado corto, justo a la derecha del escudo de armas Medici, hay otra ventana de la misma forma aunque cegada, 